# Lajos Steiner
Dans le nom hongrois Steiner Lajos, le nom de famille précède le prénom, mais cet article utilise l’ordre habituel en français Lajos Steiner, où le prénom précède le nom.
Pour les autres joueurs d'échecs nommés Steiner, voir Herman Steiner et Endre Steiner.
Lajos Steiner est un joueur d'échecs hongrois puis australien né le 14 juin 1903 à Nagyvárad (aujourd'hui Oradea en Roumanie) et mort le 22 avril 1975 à Sydney. Champion de Hongrie en 1931 et 1936, il représenta son pays lors de trois olympiades (en 1931, 1933 et 1935) et remporta l'olympiade non officielle de Munich en 1936. En 1939, il émigra en Australie dont il remporta le championnat à quatre reprises (en 1945, 1946-1947, 1952-1953 et 1958-1959). Il participa au premier tournoi interzonal à Saltsjobaden en 1948 (il finit avant-dernier) et reçut le titre de maître international lors de la création du titre en 1950.
Il était le frère d'Endre Steiner, également fort joueur d'échecs.

## Palmarès
Dans l'entre-deux-guerres, Lajos Steiner remporta les tournois de
- Budapest 1922, 1923,
- Portsmouth-Southsea 1923 (tournoi mineur du congrès de la fédération britannique),
- Meissen 1924,
- Bad Schandau 1927,
- Budapest 1931 (championnat national et mémorial Szavay),
- Budapest 1933,
- Anvers 1933 (devant Koltanowski),
- Maribor 1934 (ex æquo avec Pirc),
- Budapest 1935 (mémorial Kempelen),
- Vienne 1935 (ex æquo avec Eliskases),
- Zurich 1935-1936,
- Budapest 1936 (championnat national, ex æquo avec Najdorf),
- Varsovie 1937 (ex æquo avec Stahlberg, Wojciechowski et Najdorf),
- Vienne 1937-1938 (mémorial Trebitsch),
- Debrecen 1938 (devant Barcza),
- Batavia (Indes néerlandaises) 1939,

Il finit également deuxième du tournoi de Kecskemét 1927 (ex æquo avec Nimzowtisch de la finale A, derrière Alekhine, il avait remporté le tournoi préliminaire B, +7 =2, davec 1,5 points d'avance evant Nimzowitsch), du tournoi d'échecs d'Hastings 1927-1928 (derrière Tartakover), de Bradley Beach 1929 (derrière le champion du monde Alekhine), Budapest 1933 (tournoi pré-olympique remporté par Lilienthal), Moravska Ostrava 1933 (derrière Grünfeld), Brno 1937. Il termina troisième du tournoi d'Hastings en 1932-1933 (victoire de Flohr devant Pirc).
Il battit en match Lilienthal 4 à 2 en 1934 et 1935, Grob, 3 à 1 en 1935 et perdit contre Kashdan en 1930 (4 à 6).
Après la guerre, Steiner termina troisième du tournoi de Karlovy Vary.

## Champion d'Australie
- En 1936, Lajos Steiner remporta le tournoi Pietzcker à Melbourne avec 5,5 points sur 6.
- En 1936-1937, Steiner marqua 11 points sur 11, lors du championnat d'Australie à Perth, devant Cecil Purdy qui devint champion d'Australie (Steiner jouait hors-concours),

En 1939, il s'installa en Australie et épousa la meilleure joueuse australienne Edna Kingston et exerça le métier d'ingénieur. Il remporta les tournois suivants :
- le championnat de Nouvelle-Galles du Sud à Sydney en
  - 1940, remporté avec 10,5 points sur 11 devant Koshnitsky et Purdy,
  - 1941, remporté avec 12,5 points sur 13 devant Koshnitsky et Purdy,
  - 1943, remporté avec 10,5 points sur 11,
  - 1944, remporté après un match de départage contre Maurice Goldstein, 5 à 1,
  - 1945, remporté avec 6,5 points sur 8,
  - 1946, remporté avec 10,5 points sur 11,
  - 1950, remporté avec 13 points sur 13 devant Purdy,
  - 1953, remporté avec 13 points sur 13 devant Purdy,
- Sydney 1945 (championnat d'Australie, remporté avec 12 points sur 15 devant Purdy),
- Sydney 1945 (tournoi sur invitation remporté avec 11 points sur 11),
- Adélaïde 1946-1947 (championnat d'Australie, remporté avec 12 points sur 13 devant Purdy),
- Sydney 1948 (tournoi sur invitation remporté avec 10,5 points sur 11 devant Purdy),
- Hobart 1952-1953 (championnat d'Australie remporté avec 8,5 points sur 9),
- Adélaïde 1953 (tournoi sur invitation remporté avec 8,5 points sur 9),
- hobart 1958-1959 (championnat d'Australie, système suisse remporté avec 12,5 points sur 16)

En 1948, il finit deuxième du championnat d'Australie en 1951 à Brisbane (derrière Purdy)

## Olympiades d'échecs
Steiner joua au deuxième échiquier de la Hongrie lors de l'olympiade d'échecs de 1931 à Prague (la Hongrie finit dixième et Lajos Steiner remporta la médaille de bronze individuelle) et de l'olympiade d'échecs de 1933 à Folkestone (la Hongrie finit troisième ex æquo). Lors de l'olympiade d'échecs de 1935 à Varsovie, il joua au premier échiquier et la Hongrie finit quatrième. Lors de l'olympiade d'échecs officieuse disputée à Munich en 1936, il jouait au deuxième échiquier (derrière Maroczy) et la Hongrie remporta l'olympiade devant la Pologne. Steiner disputa tous les matchs et marqua 15,5 points sur 20 et remporta la médaille d'argent individuelle.

## Publication
En 1948, Lajos Steiner écrivit
- Kings of the Chess Board 1948, A selection of 26 games from Saltsjöbaden, Budapest, Carlsbad and London.

Ce livre paru en 1949, aborde les joueurs que Lajos Steiner a affrontés en 1948 en Europe.